# Jozef Novák (heraldikus)
Jozef Novák (Ruttka, 1930. november 22. – 2024. április 15.) szlovák levéltáros, heraldikus, genealógus, egyetemi professzor.

## Élete
A trencséni gimnáziumban végezte középiskolai tanulmányait, majd a Comenius Egyetem Bölcsészkarára jelentkezett. 1955-ben végzett levéltáros szakon, de már 1954-től asszisztens lett. Alexander Húščava diákja és munkásságának követője volt. 1963-ban habilitált, 1964-ben a történelmi segédtudományok kandidátusa lett, 1966-ban pedig docenssé nevezték ki. 1968-ban a filozófia doktorává avatták. 1969-ben vette át a tanszék vezetését, melyet egészen 1996-ig látott el. 1987-ben a történelemtudományok doktora lett, 1989-ben professzorrá nevezték ki. 1989-1990-ben a Bölcsész kar prodékánja, 1990-1999 között a Tudományos tanács tagja. Az egyetemen főként heraldikát, szfragisztikát, genealógiát, kronológiát, numizmatikát, metrológiát és paleográfiát oktatott. 2000-ben nyugdíjba vonult.
A Szlovák Történeti Társaság levéltári és segédtudományok szekciójának elnöke volt. 1974-től tagja a párizsi Academie Internationale d´Heraldique-nek. 1975-től a Belügyminisztérium Heraldikai bizottságának alelnöki tisztét látta el. 1993-ban a Szlovák Genealógiai és Heraldikai Társaság elnökévé választották, e tisztét 1999-ig látta el. 2002-ig a szlovák belügyminiszter tanácsosi szervének, a Levéltári Tanácsnak az alelnöke is volt.

## Művei
- 1956 Príručka diplomatiky, sfragistiky a heraldiky. Bratislava (tsz. Juraj Žudel)
- 1959 Urbáre feudálnych panstiev I.-II. Bratislava
- 1968 Nálezy stredovekých a novovekých mincí na Slovensku. Bratislava (tsz. Jozef Hlinka és Ľudmila Kraskovská)
- 1967/1972 Slovenské mestské a obecné erby. Bratislava/Martin
- 1970 Erby našich miest. Bratislava
- 1975 Cechové znaky. Bratislava
- 1978 Nálezy mincí na Slovensku III. Bratislava (tsz. Jozef Hlinka, Eva Kolníková és Ľudmila Kraskovská)
- 1980 Rodové erby na Slovensku I. Martin
- 1986 Rodové erby na Slovensku II. Martin
- 1986 Erby miest vyhlásených za pamiatkové rezervácie. Bratislava
- 1990 Štátne znaky v Čechách a na Slovensku dnes aj v minulosti. Bratislava
- 1990 Erby a pečate Bratislavy. Bratislava
- 1991 Erby a vlajky miest na Slovensku. Bratislava (tsz. P. Kartous és L. Vrteľ)
- 2001 Paleografická čítanka. Martin
- 2004 Lexikón erbov šľachty na Slovensku – Liptovská stolica. Bratislava (tsz. P. Vítek)
- 2008 Pečate miest a obcí na Slovensku I-II.
- 2010 Heraldik bez erbu. Martin

## Kitüntetései
- 1979 Krížkova medaila
- 1980 A Comenius Egyetem Bölcsészkarának medálja
- 1990 A Comenius Egyetem arany medálja
- 1995 Ruttka díszpolgára
- 1998 A Károly Egyetem 650 éves emlékmedálja
- 1999 Sasinková medaila
- 2006 Pribina kereszt III. osztálya

## Külső hivatkozások
- FiF UK